# تروفيو بولينسا-أندراتكس 2016
تروفيو بولينسا-أندراتكس 2016 (بالإسبانية: Trofeo Pollença-Andratx 2016 )‏ هو سباق دراجات هوائية، وهو الموسم رقم 25 من نفس السباق، وأقيم في 29 يناير 2016، وامتدّ لمسافة 153 كيلومتر، وهو أحد سباقات طواف أوروبا للدراجات 2016، وهو من نوع سباق يوم واحد، وقد شارك في السباق 168 متسابقاً ووصل إلى نهايته 109 متسابقاً.
فاز فيه بالمركز الأول جيانلوكا برامبيلا، وبالمركز الثاني ميكال كوياتكووسكي، وبالمركز الثالث زدينيك ستيبار، والفائز حسب ترتيب السرعة Imanol Estévez ‏، والفريق الفائز في ترتيب الفرق Etixx-Quick Step 2016.

## الفرق
| فرق عالمية (9)- Cannondale - Dimension Data - Etixx-Quick Step - FDJ - IAM Cycling - Lotto-Soudal - موفيستار - Sky - Trek-Segafredo فرق قارية محترفة (5)- Bora-Argon 18 - كاجا رورال-سيغوروس 2016 ‏ - Cofidis, Solutions Crédits - غازبروم روسفيلو ‏ - Akros–Excelsior–Thömus ‏ فرق قارية (5)- برجس بي إتش 2016 ‏ - موسم يوسكادي مورياس 2016 ‏ - GM Europa Ovini ‏ - Lokosphinx ‏ - بايك أيد ‏ فرق وطنية (2)- فريق إسبانيا لركوب الدراجات للرجال 2016 ‏ - فريق المملكة المتحدة لركوب الدراجات للرجال 2016 ‏ |  |
| |  |

## الفائزون
| الترتيب       | الفائز            |
| ------------- | ----------------- |
| الفائز        | جيانلوكا برامبيلا |
| الثاني        | ميكال كوياتكووسكي |
| الثالث        | زدينيك ستيبار     |
| تسلق الجبل    | Imanol Estévez ‏   |
| سباقات السرعة | Imanol Estévez ‏   |
| مجموعة        | Imanol Estévez ‏   |
| الفريق        | Etixx-Quick Step  |

## وصلات خارجية
- الموقع الرسمي
- تروفيو بولينسا-أندراتكس 2016 على موقع إحصائيات الدراجات الإحترافية (الإنجليزية)
- تروفيو بولينسا-أندراتكس 2016 في موقع Cycling Archives سايكلنج أركايفز